# أولاد إبراهيم الوسطى (بولنوار)
أولاد إبراهيم الوسطى هي إحدى مشيخات المملكة المغربية، تتبع جغرافيا لإقليم خريبكة وإداريًا لبولنوار. يقدر عدد سكانها بـ 3267 نسمة حسب الإحصاء الرسمي للسكان والسكنى لسنة 2004.